# Смаль Сергій Миколайович
Сергій Миколайович Смаль (біл. Смаль Сяргей Мікалаевіч; нар. 30 вересня 1968, Річиця, Річицький район, Гомельська область, Білоруська РСР) — білоруський борець вільного стилю, чемпіон, срібний та бронзовий призер чемпіонатів світу, триразовий срібний та дворазовий бронзовий призер чемпіонатів Європи, володар Кубку світу, срібний призер Олімпійських ігор. Заслужений майстер спорту СРСР з вільної боротьби. Заслужений тренер Республіки Білорусь.

## Життєпис
Боротьбою почав займатися з 1978 року. Виступав за «Динамо» (Гомель). Чемпіон СРСР 1991 року у вазі до 57 кг. Бронзовий призер чемпіонату СРСР 1990 року у вазі до 57 кг. У збірній команді СРСР з 1990 по 1991 рік.
Чемпіон СНД 1992 року у вазі до 57 кг. У складі Об'єднаної команди виступив на літніх Олімпійських іграх 1992 року в Барселоні. У фіналі тієї Олімпіади боровся проти кубинського борця Алехандро Пуерто і поступився з рахунком 5:0.
З 1993 по 2001 рік виступав за збірну команду Білорусі.
Завершив спортивну кар'єру в 2001 році.
На початку 2000-х років працював тренером в Гомельському обласному училищі олімпійського резерву, з 2006 року тренував юніорську збірну команду Білорусі.
У 2009—2010 роках — головний тренер жіночої збірної команди Білорусі.
Тренер спортивної команди внутрішніх військ Міністерства внутрішніх справ Республіки Білорусь.

## Спортивні результати на міжнародних змаганнях

### Виступи на Олімпіадах
| Змагання                    | Збірна            | Вагова категорія          | Місце  |
| --------------------------- | ----------------- | ------------------------- | ------ |
| Літні Олімпійські ігри 1992 | Об'єднана команда | вільна боротьба, до 57 кг | Срібло |
| Літні Олімпійські ігри 1996 | Білорусь          | вільна боротьба, до 62 кг | 11     |

### Виступи на Чемпіонатах світу
| Змагання                        | Збірна   | Вагова категорія          | Місце  |
| ------------------------------- | -------- | ------------------------- | ------ |
| Чемпіонат світу з боротьби 1990 | СРСР     | вільна боротьба, до 57 кг | Бронза |
| Чемпіонат світу з боротьби 1991 | СРСР     | вільна боротьба, до 57 кг | Золото |
| Чемпіонат світу з боротьби 1994 | Білорусь | вільна боротьба, до 62 кг | Срібло |
| Чемпіонат світу з боротьби 1995 | Білорусь | вільна боротьба, до 62 кг | 7      |
| Чемпіонат світу з боротьби 1997 | Білорусь | вільна боротьба, до 63 кг | 4      |
| Чемпіонат світу з боротьби 1998 | Білорусь | вільна боротьба, до 63 кг | 9      |
| Чемпіонат світу з боротьби 1999 | Білорусь | вільна боротьба, до 63 кг | 11     |

### Виступи на Чемпіонатах Європи
| Змагання                         | Збірна   | Вагова категорія          | Місце  |
| -------------------------------- | -------- | ------------------------- | ------ |
| Чемпіонат Європи з боротьби 1993 | Білорусь | вільна боротьба, до 57 кг | Срібло |
| Чемпіонат Європи з боротьби 1995 | Білорусь | вільна боротьба, до 62 кг | Бронза |
| Чемпіонат Європи з боротьби 1996 | Білорусь | вільна боротьба, до 62 кг | Бронза |
| Чемпіонат Європи з боротьби 1998 | Білорусь | вільна боротьба, до 63 кг | Срібло |
| Чемпіонат Європи з боротьби 2000 | Білорусь | вільна боротьба, до 63 кг | Срібло |
| Чемпіонат Європи з боротьби 2001 | Білорусь | вільна боротьба, до 63 кг | 11     |

### Виступи на Кубках світу
| Змагання                    | Збірна | Вагова категорія          | Місце  |
| --------------------------- | ------ | ------------------------- | ------ |
| Кубок світу з боротьби 1991 | СРСР   | вільна боротьба, до 57 кг | Золото |

### Виступи на інших змаганнях
| Змагання                                                    | Збірна   | Вагова категорія          | Місце  |
| ----------------------------------------------------------- | -------- | ------------------------- | ------ |
| Гран-прі Німеччини з боротьби 1993                          | Білорусь | вільна боротьба, до 62 кг | Срібло |
| Гран-прі Німеччини з боротьби 1994                          | Білорусь | вільна боротьба, до 62 кг | Золото |
| Гран-прі Німеччини з боротьби 1995                          | Білорусь | вільна боротьба, до 62 кг | Золото |
| Гран-прі Німеччини з боротьби 1996                          | Білорусь | вільна боротьба, до 62 кг | Срібло |
| Ігри Балтійського моря 1997                                 | Білорусь | вільна боротьба, до 63 кг | Золото |
| Гран-прі Німеччини з боротьби 1999                          | Білорусь | вільна боротьба, до 63 кг | Золото |
| Олімпійський кваліфікаційний турнір з боротьби 2000 (Токіо) | Білорусь | вільна боротьба, до 63 кг | Бронза |

### Виступи на змаганнях молодших вікових груп
| Змагання                                 | Збірна | Вагова категорія          | Місце  |
| ---------------------------------------- | ------ | ------------------------- | ------ |
| Кубок світу з боротьби серед молоді 1988 | СРСР   | вільна боротьба, до 52 кг | Золото |